# 김선준
김선준(1990년 6월 20일 ~)은 대한민국의 가수다. 2020년 싱글 앨범 [내 인생은 정류장]으로 데뷔했다.

## 방송
- 트로트의 민족 (2020) - Top80
- 미스터트롯2 - 새로운 전설의 시작 (2022) - Top119
- 오빠시대 (2023) - Top58

## 음반
- 내 인생은 정류장 (2020)
- 흥얼흥얼 (2020)
- 트로트의 민족 1라운드 베스트 Part.3 (2020)
- 별바라기 (2023)